# Pseudohyaleucerea romani
Pseudohyaleucerea romani là một loài bướm đêm thuộc phân họ Arctiinae, họ Erebidae.